# Curriculum vitae
Curriculum vitae, CV (łac. „bieg życia”, „przebieg życia”) – życiorys zawodowy.
Łacińskie skrzydlate słowa curriculum vitae pochodzą z mowy konsularnej W obronie Rabiriusza (63 p.n.e.) Cycerona.

## Format
Życiorys przedstawiony jest w formie odmiennej od biograficznej – informacje są wymieniane w oddzielnych, wyróżnionych nagłówkami bądź śródtytułami blokach tematycznych: dane personalne, wykształcenie, przebieg pracy zawodowej, doświadczenie zawodowe, preferencje osobiste (hobby, zainteresowania itp.).
Ze względu na przeznaczenie CV, na przykład według polskiego prawa dokument może zawierać (tak jak w innych dokumentach w procesie rekrutacji) klauzulę zawierającą zgodę na przetwarzanie danych osobowych.

## Układy curriculum vitae
CV może mieć następujące układy:

Wzór CV w układzie chronologicznym w języku angielskim

- Układ chronologiczny – po danych osobowych zamieszcza się informacje o wykształceniu (lata nauki, rodzaj szkoły, kierunek nauki) w odwróconym porządku chronologicznym. Następnie podawany jest, również w odwrotnej kolejności, przebieg pracy. Każda pozycja powinna zawierać lata pracy, nazwę firmy, stanowisko, skrócony opis zadań, osiągnięcia zawodowe. W dalszej części zamieszczane są informacje o pozostałych osiągnięciach, zakresie dodatkowych kompetencji, zainteresowaniach, referencjach. Jest to układ najczęściej stosowany przy podaniach o pracę[3];
- Układ celowy – wymieniane są jedynie informacje adekwatne do stanowiska: szkolenia, kursy, opis osiągnięć i predyspozycji. Ten układ ma zadanie przedstawić pracodawcy konkretną wizję pracy, jaką przyszły pracownik ma zamiar realizować. Może być używany przez osoby o konkretnym celu zawodowym i bogatym doświadczeniu[3];
- Układ funkcjonalny – w tym układzie szczególnie istotny jest opis kompetencji, osiągnięć, umiejętności przydatnych w branży. Główne zadanie tego układu to zmniejszenie niekorzystnego wrażenia, jakie osoba czytająca może odnieść np. z powodu przerw w zatrudnieniu czy wykształcenia nieadekwatnego do stanowiska. Stosują go również osoby chcące zatrudnić się w branży czy na stanowisku odmiennym od dotychczasowego[4];
- Wersja twórcza CV/Kreatywne CV – cechuje się niestandardowym szablonem, tworzonym zwykle na potrzeby konkretnej rekrutacji. Wymaga przemyślanego pomysłu, utożsamianego z daną specjalizacją lub firmą. W tym przypadku liczy się pomysł, nowatorskość i oryginalność. Przykładem może być CV dla nauczyciela w formie planu lekcji[5];
- Europejska wersja CV – została stworzona na mocy programu z ramienia Parlamentu Europejskiego i Rady decyzją z 15 grudnia 2004. Układ ten charakteryzuje się uniwersalnym layoutem, który należy uzupełnić podstawowymi informacjami o karierze zawodowej, edukacji czy umiejętnościach w darmowym serwisie Europass. Taki układ pozwala na poszukiwanie pracy we wszystkich państwach Unii Europejskiej[5].

## Istotność informacji zawartych w CV
Poszczególne elementy życiorysu zawodowego posiadają różną wagę z punktu widzenia procesów rekrutacyjnych, w których CV są wykorzystywane. Badania na temat istotności poszczególnych elementów CV w procesach rekrutacyjnych potwierdzają, że zdecydowanie najważniejszym elementem jest doświadczenie zawodowe. Z uwagi na szczególną wagę, jaką w CV posiada opis doświadczenia zawodowego, rekomenduje się, aby ten element życiorysu był opisany najbardziej wyczerpująco.

## Zgoda na przetwarzanie danych osobowych
W 1997 r. w Polsce weszła w życie ustawa o ochronie danych osobowych. Zgodnie z prawem, przetwarzanie danych o kandydacie (takich jak m.in. numer telefonu, adres e-mail czy informacje dotyczące wykształcenia) wymagało wyrażenia zgody przez kandydata w postaci załączenia do CV klauzuli według poniższego wzoru:
„Wyrażam zgodę na przetwarzanie moich danych osobowych dla potrzeb niezbędnych do realizacji procesu rekrutacji (zgodnie z ustawą z dnia 29.08.1997 roku o ochronie danych osobowych)”.
Jednak w 2018 r. w Polsce zaczęło obowiązywać Rozporządzenie o Ochronie Danych Osobowych (uchwalone zgodnie z zaleceniami Rozporządzenia Parlamentu Europejskiego i Rady UE ustalonego dwa lata wcześniej), oraz nowa ustawa o ochronie danych osobowych. Ustawa z 1997 r. została zastąpiona przez nowe regulacje, więc powoływanie się na nią w klauzuli CV jest nieskuteczne prawnie.
Aktualna „klauzula RODO” do CV powinna zostać skonstruowana według poniższego wzoru:
Wyrażam zgodę na przetwarzanie moich danych osobowych przez [nazwa firmy] w celu prowadzenia rekrutacji na stanowisko, o które się ubiegam
Lub z powołaniem na konkretne przepisy:
Wyrażam zgodę na przetwarzanie moich danych osobowych dla potrzeb niezbędnych do realizacji procesu rekrutacji (zgodnie z ustawą z dnia 10 maja 2018 roku o ochronie danych osobowych (Dz. Ustaw z 2018, poz. 1000)) oraz zgodnie z Rozporządzeniem Parlamentu Europejskiego i Rady (UE) 2016/679 z dnia 27 kwietnia 2016 r. w sprawie ochrony osób fizycznych w związku z przetwarzaniem danych osobowych i w sprawie swobodnego przepływu takich danych oraz uchylenia dyrektywy 95/46/WE (RODO).

## Inne nazwy
W Stanach Zjednoczonych, anglojęzycznej Kanadzie, na Filipinach oraz w Rosji na curriculum vitae używa się określenia „résumé” (ros. pезюме).
W Ameryce Północnej terminu curriculum vitae używa się w zasadzie wyłącznie w środowisku naukowym i akademickim. Jeszcze prostszym określeniem jest używane (przy pozycjach nie wymagających szczególnych kwalifikacji) pojęcie „biodata”.